# Szihote-Aliny
A Szihote-Aliny (cirill betűkkel Сихотэ-Алинь, Kínában Belső-Hinggan-hegységnek is nevezik) hegylánc a Távol-Keleten, Oroszország délkeleti részén. Közigazgatásilag a  Tengermelléki és a Habarovszki határterülethez tartozik. Nyugaton az Alsó-Amur és az Usszuri folyóvölgye, keleten a Tatár-szoros és a Japán-tenger határolja. A 200–250 km széles hegylánc a tengerpart vonalát követve 1200 km-en át húzódik északkelet-délnyugati irányban, az Amur torkolatvidékétől csaknem Vlagyivosztok városig. Legmagasabb hegyei északon a Tordoki-Janyi (2077 m, Habarovszki határterület) és az Anyik (1933 m, Tengermelléki határterület), délen az Oblacsnaja (1855 m).

## Földrajza
A Szihote-Alinyt jórészt a földtörténeti harmadidőszakban lezajlott hegységképződés alakította ki. Hegyhátak, fennsíkok sorából áll, melyeket mély folyóvölgyek választanak el egymástól. A nyugati lejtők folyói az Usszuri-Amur medencéjéhez tartoznak, a meredekebb keleti hegyoldalakon eredő, rövidebb és sebesebb folyók a tengerbe ömlenek.
A hegység egészére a mérsékelt monszun éghajlat jellemző: hideg, kevéssé csapadékos tél, meleg és csapadékos nyár. A szárazföld belsejéhez közelebbi nyugati részek hidegebbek, míg a keleti lejtőkön a Japán-tenger melegítő légáramlatai érvényesülnek. Éppen a monszun hatására jöttek létre és maradtak fenn az itteni hatalmas őserdők és – különösen a középső vidékeken – a páratlanul gazdag növény- és állatvilág.

## Középső Szihote-Aliny, a világörökség része
A Tengermellék hat természetvédelmi területe közül a legnagyobbat, további három védett körzettel együtt 2001-ben Középső Szihote-Aliny összefoglaló néven felvették az UNESCO világörökség listájára. Összterületük mintegy 1,55 millió ha.
- Szihote-Aliny Természetvédelmi Terület (zapovednyik).

1935-ben létesítették, eredetileg a cobolyok kipusztulásának megállítására.
Területe 472 928 ha, ebből 401 428 ha a védett terület (benne 1 km-es sávban a tengeri vízterület), a többi ütközőzóna (buffer zone). Legnagyobb része biorezervátum is.
A Tengermellék keleti részén, a  Tyernyeji-, a  Krasznoarmejszkij- és a Dalnyegorszki járásban található. Nagyobb részt a hegység keleti lejtőit és az itteni hegycsúcsokat foglalja magában (legmagasabb pontja 1598 m), délkeleten kiér a tengerig, egy kisebb rész a nyugati lejtőkre is átnyúlik.
A terület élővilága rendkívül változatos. Bár az itteni erdőségeket is  tajgának nevezik, az északi tajga hidegtűrő fenyőfajai itt, 700 m magasságig a melegebb vidékekre jellemző lombos erdők fáival (tölgy, gyertyán, juhar, hárs, szil, hárs) keveredve, egyszerre vannak jelen. A magasabb hegyoldalakat  luc- és jegenyefenyők borítják, 1300 m fölött az erdőket hegyi tundra váltja fel. Az eltérő eredetű északi és délebbi fajok szokatlan, együttes előfordulása jellemzi az állatvilágot is. A természetvédelmi területen 334 gerinctelen állat-, 71 emlősállat- és 370 madárfaj, köztük több veszélyeztetett vagy reliktum-faj él.
Védett tájak többek között a tiszafaligetek, a lagúnák (Blagodatnoje, Golubicsnoje), a szikesek Kolumbe folyó medencéje) és szikes tavak (Szoloncovo), valamint a nyíres-tölgyes ligetek és rétek, ahol a patás állatok (őzek, jávor- és maralszarvasok, vaddisznók) különösen nagy számban fordulnak elő. További védett állatok: coboly, rozsomák, nyérc, hermelin, nyest, szibériai leopárd, hiúz, a barnamedve és az usszuri vagy himalájai feketemedve, az amuri vagy usszuri tigris. Védett madarak többek között: császármadár, siket- és nyírfajd, fekete gólya, túzok, a japán és a fekete daru, a nagy bukó (Mergus merganser). 
- A Gorál vadrezervátum a természetvédelmi területtel közvetlenül érintkező tájvédelmi körzet (zakaznik). Területe 4750 ha, a Tyernyeji járásban, a tengerpart 5 km széles sávjában hozták létre 1976-ban. A gorál (Nemorhaedus goral) egy ritka hegyikecske-faj, élőhelyei a hegyek füves domboldalai, erdőközeli és napsütötte sziklapárkányok.

A Középső Szihote-Aliny másik két védett területe:
- Verhnyebikinszki tájvédelmi körzet (1998 óta; 746 482 ha).
- Bikin hagyományos természethasznosítású terület (1992-93 óta; 407 764 ha) (Territory of Traditional Nature Use "Bikin" – egyelőre csak ideiglenes jelleggel szerepel a világörökségi listán).

Mindkettő a Tengermellék északi, Pozsarszkij járásában található és az Usszuri egyik mellékfolyója, a Bikin középső- és felső szakaszának völgyét foglalja magában.
A Bikin-völgy a Tengermellék utolsó összefüggő területe, ahol még soha nem végeztek kiterjedt fairtást, ezért már csak itt látható a 20. század előtti állapotában az usszuri tajga. Itt fordulnak elő a legsűrűbben a ritka, veszélyeztetett állatfajok, köztük is kiemelten a vidék híres ragadozója, az amuri vagy usszuri tigris.
A Bikin völgye egy kislélekszámú népcsoport, a tunguz-mandzsúriai nyelvcsaládhoz tartozó  udegék ősi lakóhelye. Halászatból és vadászatból élnek, hagyományos életmódjuk a tajgához és a folyóhoz köti őket. 2005-ben a helyi hatóságok kezdeményezték az útépítési tilalom feloldását és így az ipari célú fakitermelés előkészítését. Környezetvédők szerint ez a törekvés veszélyezteti az eddig érintetlen táj élővilágát és ezzel az őslakos udege népcsoport fennmaradását a Bikin-völgy védett területein.